# جوزيف شاربونو
جوزيف شاربونو هو كاهن كاثوليكي كندي، ولد في 31 يوليو 1892 في ألفريد وبلنتجنت في كندا، وتوفي في 19 نوفمبر 1959 في فيكتوريا في كندا بسبب نوبة قلبية.